# Choquinha-da-serra
Formigueiro-de-cauda-ruiva ou choquinha-da-serra (Drymophila genei) é uma espécie de ave da família Thamnophilidae.
É endémica do Brasil.
Os seus habitats naturais são: regiões subtropicais ou tropicais húmidas de alta altitude.
Está ameaçada por perda de habitat.